# 5578 Takakura
5578 Takakura (1987 BC) là một tiểu hành tinh vành đai chính được phát hiện ngày 28 tháng 1 năm 1987 bởi T. Niijima và T. Urata ở Ojima.